# Wat Suthat
Wat Suthat Thepwararam (in thailandese วัดสุทัศนเทพวราราม, [wát su.tʰát tʰêːp.pʰá.wáʔ.raː.raːm]) è un tempio buddista che si trova nel distretto Phra Nakhon nel centro di Bangkok, in Thailandia.
È un tempio reale di prima classe (e uno dei dieci di questo tipo che si trovano a Bangkok) e la sua costruzione fu iniziata dal re Rama I nel 1807 e all'inizio era chiamato "Wat Maha Sutthawat" (วัดมหาสุทธาวาส) e si trovava all'interno di in un boschetto di combretum. Ulteriori costruzioni e decorazioni furono aggiunte dal re Rama II che aiutò a scolpire le porte di legno, ma il tempio venne completato solo sotto il regno di re Rama III nel 1847 o 1848. 
Il tempio è noto per le superbe pitture murali del XIX secolo e perché possiede la sala delle statue più alta della Thailandia, tra cui la più importante è quella del Buddha Phra Sri Sakyamuni che, con i suoi 8 metri di altezza, è la più grande statuta in bronzo del periodo di Sukhothai sopravvissuta in Thailandia.
Sulla terrazza inferiore della base si trovano 28 pagode cinesi che simboleggiano i 28 Buddha nati sulla Terra.

## Preta di Wat Suthat

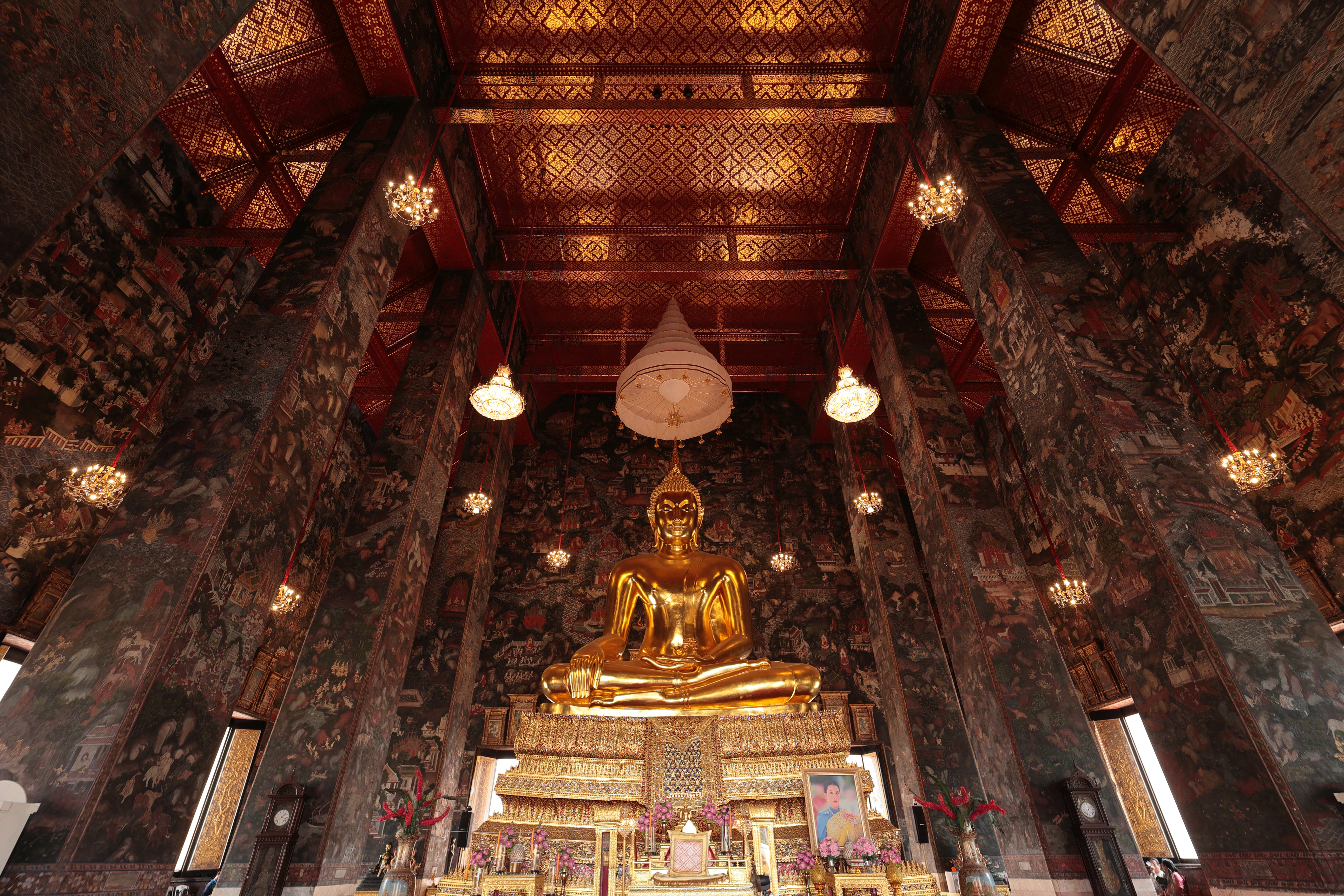
Phra Si Sakyamuni è custodito nel vihara, noto anche per i suoi squisiti murali.

Il tempio risale all'inizio del regno di Rattanakosin e a quel tempo si diceva che un preta, una sorta di non morto nelle credenze buddiste e siamesi spesso raffigurato come un alto fantasma affamato con un corpo magro, appariva di notte davanti al tempio. Si ritiene però che ciò che la gente scambiava per il preta del Wat Suthat derivasse probabilmente dal fraintendimento del Sao Chingcha, un'imponente struttura indù che si trova di fronte al tempio, in condizioni di scarsa illuminazione.